# Tunica County
Das Tunica County ist ein County im US-amerikanischen Bundesstaat Mississippi. Im Jahr 2020 hatte das County 9782 Einwohner und eine Bevölkerungsdichte von 8,3 Einwohnern pro Quadratkilometer. Der Verwaltungssitz (County Seat) ist Tunica.
Das Tunica County ist Bestandteil der Metropolregion Memphis.

## Geografie
Das County liegt fast im äußersten Nordwesten von Mississippi und grenzt an Arkansas, wovon es durch den Mississippi getrennt ist. Das Tunica County hat eine Fläche von 1245 Quadratkilometern, wovon 67 Quadratkilometer Wasserfläche ist. An das Tunica County grenzen folgende Nachbarcountys:
|                            | Crittenden County (Arkansas)   | DeSoto County |
| Lee County (Arkansas)      |                                | Tate County   |
| Phillips County (Arkansas) | Coahoma County, Quitman County | Panola County |

## Geschichte
Das Tunica County wurde am 9. Februar 1836 aus Land der Chickasaw gebildet.

## Demografische Daten

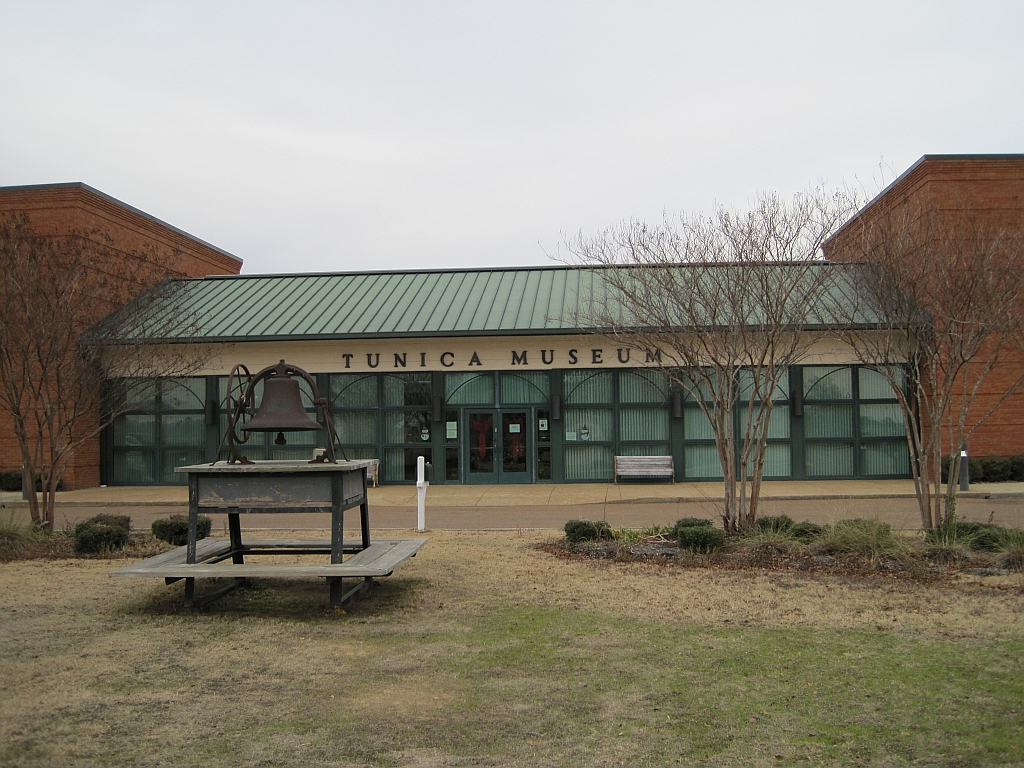
Das Tunica Museum

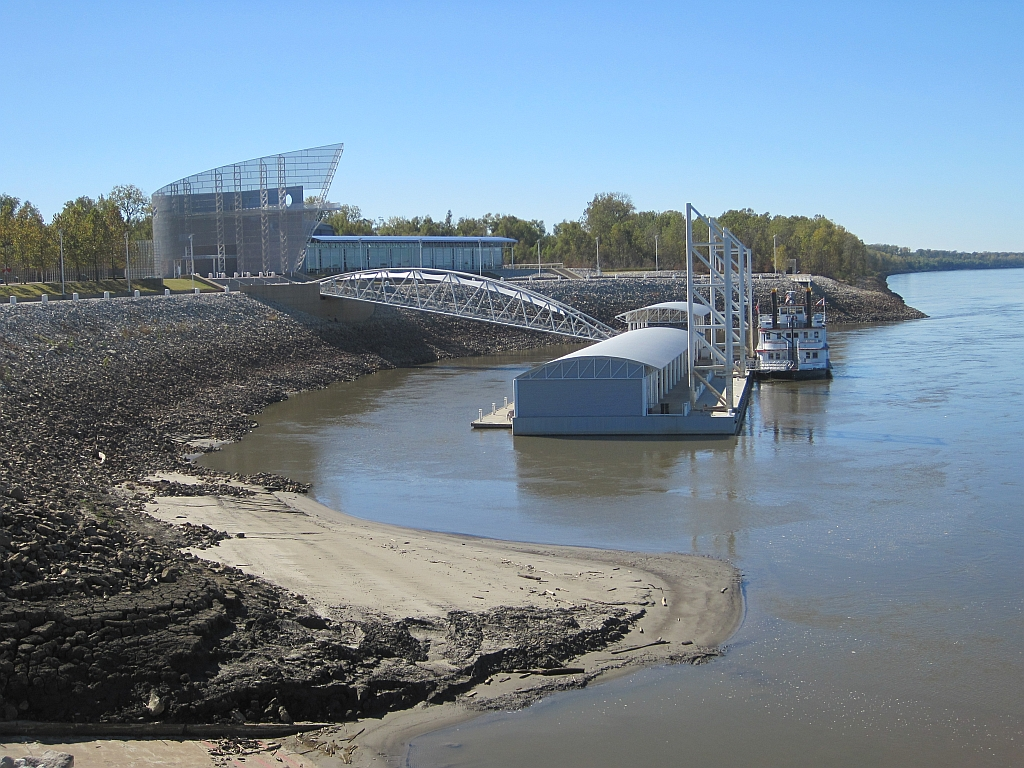
Tunica Riverpark

Nach der Volkszählung im Jahr 2010 lebten im Tunica County 10.778 Menschen in 4039 Haushalten. Die Bevölkerungsdichte betrug 9,1 Einwohner pro Quadratkilometer. In den 4039 Haushalten lebten statistisch je 2,59 Personen.
Ethnisch betrachtet setzte sich die Bevölkerung zusammen aus 25,3 Prozent Weißen, 72,8 Prozent Afroamerikanern, 0,2 Prozent amerikanischen Ureinwohnern, 0,7 Prozent Asiaten sowie aus anderen ethnischen Gruppen; 0,9 Prozent stammten von zwei oder mehr Ethnien ab. Unabhängig von der ethnischen Zugehörigkeit waren 2,5 Prozent der Bevölkerung spanischer oder lateinamerikanischer Abstammung.
30,1 Prozent der Bevölkerung waren unter 18 Jahre alt, 60,1 Prozent waren zwischen 18 und 64 und 9,8 Prozent waren 65 Jahre oder älter. 52,6 Prozent der Bevölkerung war weiblich.

Das jährliche Durchschnittseinkommen eines Haushalts lag bei 29.994 USD. Das Pro-Kopf-Einkommen betrug 15.711 USD. 25,7 Prozent der Einwohner lebten unterhalb der Armutsgrenze.

## Ortschaften im Tunica County
Town
- Tunica

Census-designated place (CDP)
- North Tunica

andere Unincorporated Communities
| - Austin - Banks - Bowdre - Clack | - Clayton - Commerce - Dubbs - Dundee | - Evansville - Hollywood - Maud - Mhoon Landing | - Prichard - Robinsonville - Tunica Resorts - White Oak |

## Gliederung
Das Tunica County ist in fünf durchnummerierte Distrikte eingeteilt:
| Distrikt | Einwohner (2010) | FIPS     |
| -------- | ---------------- | -------- |
| 1        | 3505             | 28-90648 |
| 2        | 2252             | 28-91386 |
| 3        | 1813             | 28-92124 |
| 4        | 1486             | 28-92862 |
| 5        | 1722             | 28-93600 |